# Osterburg, Stendal
Osterburg là một thị xã thuộc huyện Stendal, bang Sachsen-Anhalt, Đức, có khoảng cách khoảng 22 km về phía tây bắc của Stendal. Đô thị này có dân số cuối năm 2006 là 11.578 người.